# 納甲
納甲（なっこう）とは、易において十干を八卦に配当することをいう。

## 十干
納甲の源流は卦の象形を天地自然に象ったものとした漢代象数易にある。卦象解釈に五行説をとりこみ納甲を完成させたのは京房といわれており、呉の虞翻らによって継承された。ここで八卦に十干と五行・方位などが当てられた。
| 五行 | 五方 | 八卦 | 十干 | 月         |
| ---- | ---- | ---- | ---- | ---------- |
| 木   | 東   | 乾   | 甲   | 15日（望） |
| 木   | 東   | 坤   | 乙   | 29日（晦） |
| 火   | 南   | 艮   | 丙   | 23日(下弦) |
| 火   | 南   | 兌   | 丁   | 8日(上弦)  |
| 土   | 中   | 坎   | 戊   |            |
| 土   | 中   | 離   | 己   |            |
| 金   | 西   | 震   | 庚   | 3日        |
| 金   | 西   | 巽   | 辛   | 16日       |
| 水   | 北   | 乾   | 壬   |            |
| 水   | 北   | 坤   | 癸   |            |

ここで震が一陽が生じた象形とされて月初の三日月に当てられ、以下、兌・乾・巽・艮・坤と月が変化していくさまとされた。ここで陽が充満した満月を表す乾が甲、陰が充満し晦を表す坤が乙とされ、日月は北方の壬癸で会合し、さらに中の戊己に入るとされた。

## 干支
後には十二支も用いられ、八卦の各爻に干支が当てはめられた。
| 八卦 | 内卦 | 内卦 | 内卦 | 外卦 | 外卦 | 外卦 |
| 八卦 | 初爻 | 二爻 | 三爻 | 四爻 | 五爻 | 上爻 |
| ---- | ---- | ---- | ---- | ---- | ---- | ---- |
| 乾   | 甲子 | 甲寅 | 甲辰 | 壬午 | 壬辰 | 壬戌 |
| 坤   | 乙未 | 乙巳 | 乙卯 | 癸丑 | 癸亥 | 癸酉 |
| 艮   | 丙辰 | 丙午 | 丙申 | 丙戌 | 丙子 | 丙寅 |
| 兌   | 丁巳 | 丁卯 | 丁丑 | 丁亥 | 丁酉 | 丁未 |
| 坎   | 戊寅 | 戊辰 | 戊午 | 戊申 | 戊戌 | 戊子 |
| 離   | 己卯 | 己丑 | 己亥 | 癸酉 | 己未 | 己巳 |
| 震   | 庚子 | 庚寅 | 庚辰 | 庚午 | 庚申 | 庚戌 |
| 巽   | 辛丑 | 辛亥 | 辛酉 | 辛未 | 辛巳 | 辛卯 |

これには五行も適用され、各十二支に以下のように配当されている。
| 十二支 | 寅・卯 | 辰 | 巳・午 | 未 | 申・酉 | 戌 | 亥・子 | 丑 |
| 五行   | 木     | 土 | 火     | 土 | 金     | 土 | 水     | 土 |